# اتحاد مالايا
اتحاد ملايو هو اتحاد تكون من 11 ولاية في شبه الجزيرة الماليزية وتضمنت 11 ولاية ماليزية بالإضافة إلى مستعمرتي بينانق وملقا البريطانيتين بدأ 1 فبراير 1948 وقد اكتمل استقلال هذا الاتحاد في 13 أغسطس 1957، وفي سنة 1963 انتهى هذا الاتحاد بعد انضمام بورنيو الشمالية وسراوق وتشكيل دولة ماليزيا وقد كان يتم حكمها عن طريق نظام ملكي.

## أعلام
- مارك إيفانز